# Championnats d'Europe de gymnastique artistique féminine 2022
Navigation
Bâle 2021 Antalya 2023
Les 34es championnats d'Europe de gymnastique artistique féminine se tiennent du 11 au 14 août 2022 à Munich en Allemagne. Les épreuves se tiennent à l'Olympiahalle.
La compétition fait partie des Championnats sportifs européens 2022.

## Podiums
| Épreuves                                        | Or                                                                                                | Argent | Bronze                                                                                         |
| ----------------------------------------------- | ------------------------------------------------------------------------------------------------- | --- | ---------------------------------------------------------------------------------------------- |
| Seniors                                         |                                                                                                   | |                                                                                                |
| Concours par équipes résultats détaillés        | Italie Angela Andreoli Alice D'Amato Asia D'Amato Martina Maggio Giorgia Villa 165,163 points     | Grande-Bretagne Ondine Achampong Georgia-Mae Fenton Jennifer Gadirova Jessica Gadirova Alice Kinsella 161,164 points | Allemagne Kim Bui Emma Malewski Pauline Schäfer Elisabeth Seitz Sarah Voss 158,430 points      |
| Concours général individuel résultats détaillés | Asia D'Amato 54,732 points                                                                        | Alice Kinsella 54,132 points                                                                                         | Martina Maggio 53,965 points                                                                   |
| Saut de cheval résultats détaillés              | Zsófia Kovács 13,933 points                                                                       | Asia D'Amato 13,716 points                                                                                           | Aline Friess 13,599 points                                                                     |
| Barres asymétriques résultats détaillés         | Elisabeth Seitz 14,433 points                                                                     | Alice D'Amato 14,400 points                                                                                          | Lorette Charpy 14,166 points                                                                   |
| Poutre résultats détaillés                      | Emma Malewski 13,466 points                                                                       | Ondine Achampong 13,400 points                                                                                       | Carolann Héduit 13,400 points                                                                  |
| Sol résultats détaillés                         | Jessica Gadirova 14,000 points                                                                    | Martina Maggio 13,933 points                                                                                         | Angela Andreoli 13,866 points                                                                  |
| Juniors                                         |                                                                                                   | |                                                                                                |
| Concours par équipes résultats détaillés        | Italie Chiara Barzasi Arianna Grillo July Marano Martina Pieratti Viola Pierazzini 153,996 points | Roumanie Miruna Botez Amalia Ghigoarta Amalia Puflea Crina Tudor Sabrina Voinea 150,495 points                       | Allemagne Marlene Gotthardt Meolie Jauch Helen Kevric Chiara Moiszi Silja Stöhr 150,329 points |
| Concours général individuel résultats détaillés | Helen Kevric 52,932 points                                                                        | Amalia Ghigoarta 51,432 points                                                                                       | Viola Pierazzini 50,099 points                                                                 |
| Saut de cheval résultats détaillés              | Sabrina Voinea 13,250 points                                                                      | Ming van Eijken 13,066 points                                                                                        | July Marano 13,033 points                                                                      |
| Barres asymétriques résultats détaillés         | Martina Pieratti 13,433 points                                                                    | Helen Kevric 13,400 points                                                                                           | Viola Pierazzini 13,166 points                                                                 |
| Poutre résultats détaillés                      | Anna Lashchevska 13,200 points                                                                    | Arianna Grillo 12,666 points                                                                                         | Amalia Puflea 12,400 points                                                                    |
| Sol résultats détaillés                         | Amalia Puflea 13,233 points                                                                       | Viola Pierazzini 13,200 points                                                                                       | Sabrina Voinea 12,966 points                                                                   |